# Jim Sclavunos
Jim Sclavunos is een Amerikaans drummer en percussionist die sinds 1994 deel uitmaakt van Nick Cave and the Bad Seeds. Hij speelde ook in Sonic Youth, The Cramps en Grinderman en trad op als producer van onder andere Gogol Bordello.